# Cirkusdynastiet
Cirkusdynastiet er en dansk dokumentarfilm fra 2014 med instruktion og manuskript af Anders Riis-Hansen.

## Handling
To store cirkusfamilier: Berdino, ejere af det succesrige Cirkus Arena, og Casselly, cirkusartister i syv generationer. Nu kan de to dynastier blive til et, hvis den yngste generation, Merry Lu Casselly og Patrick Berdino, finder sammen. "Cirkusdyynastiet" er en universel fortælling om skæbne, traditioner og familiepres fortalt i en atmosfære af pailletter, knokleri og barsk kærlighed.